# Білоокий Карпо Петрович
Карпо Петрович Білоо́кий (нар. 27 липня 1888, Смотрич — пом. 28 травня 1974, Смотрич) — український гончар, народний майстер художньої кераміки.

## Біографія
Нароився 15 [27] липня 1888 року у містечку Смотричі (тепер селище міського типу Кам'янець-Подільського району Хмельницької області, Україна) в родині гончарів. Навчався гончарству у Т. Небесного. Працював разом з дружиною У. Т. Білоокою (1894—1963), донькою Т. Небесного, яка розписувала його вироби.
Помер у Смотричі 28 травня 1974 року.

## Творчість
Створював переважно миски й полумиски та інші вироби розписані коричневими, зеленими, вохристими ангобами по білому тлу в техніках ріжкування та фляндрування. Декор переважно асиметричний із зображенням птаха в оточенні рослиних елементів, квіти, утворені великими крапками, гілки з ягодами, «сосонки». Трапляються вироби, декоровані геометричним орнаментом. 
Твори зберігаються в Київському музеї українського народного декоративного мистецтва, Львівському музеї етнографії та художнього промислу, Київському музеї Івана Гончара, музеях Полтави, Санкт-Петербурга.